# 중국계 파나마인
중국계 파나마인(스페인어: Chino-Panameños; 중국어: 巴拿馬華人)은 파나마 국민이며 중국 출신 또는 화교 혈통의 거주자이다.

## 역사
중국계 파나마인 커뮤니티는 19세기 후반에 형성되기 시작했다. 최초의 중국인 노동자 그룹은 1854년 3월 30일, 클리퍼 《씨 위치》를 타고 파나마 철도에서 일하기 위해 파나마에 도착했고, 이후 자메이카에 설립되었다. 20세기 초에는 이미 경제의 다른 부문에서도 중요한 역할을 하게 되었으며, 600개 이상의 소매점을 소유하고 있었으며 전국이 매장의 식량에 의존하고 있다고 한다. 이 커뮤니티는 1903년 "불쾌한 시민"으로 선언한 법, 1913년 종가세, 1928년 파나마 시민이 되기 위해 특별 청원서를 제출하도록 한 법, 아르눌포 아리아스가 공포한 1941년 헌법에 따른 시민권 취소 등 다양한 도전에 직면했다. 그러나 1946년 파나마에서 태어난 모든 사람을 시민으로 선언하는 새 헌법에 따라 이들의 시민권은 회복되었다. 1960년대와 1970년대에는 이민이 둔화되었지만 덩샤오핑 정부가 이민 제한을 완화하기 시작하면서 중국의 개혁개방 과정에서 다시 시작되었다.

## 인구 통계
2003년 현재 파나마에는 135,000명에서 200,000명 사이의 중국인이 거주하는 것으로 추정되며, 중앙아메리카에서 가장 큰 중국인 커뮤니티가 되었으며, 35개의 민족 대표 단체가 서비스를 제공하고 있다. 이들의 수에는 중국 본토에서 온 8만 명의 신규 이민자와 대만에서 온 300명이 포함되며, 80%는 하카 출신이며 나머지는 광둥어와 관화 사용자이다.